# Renate Diemers

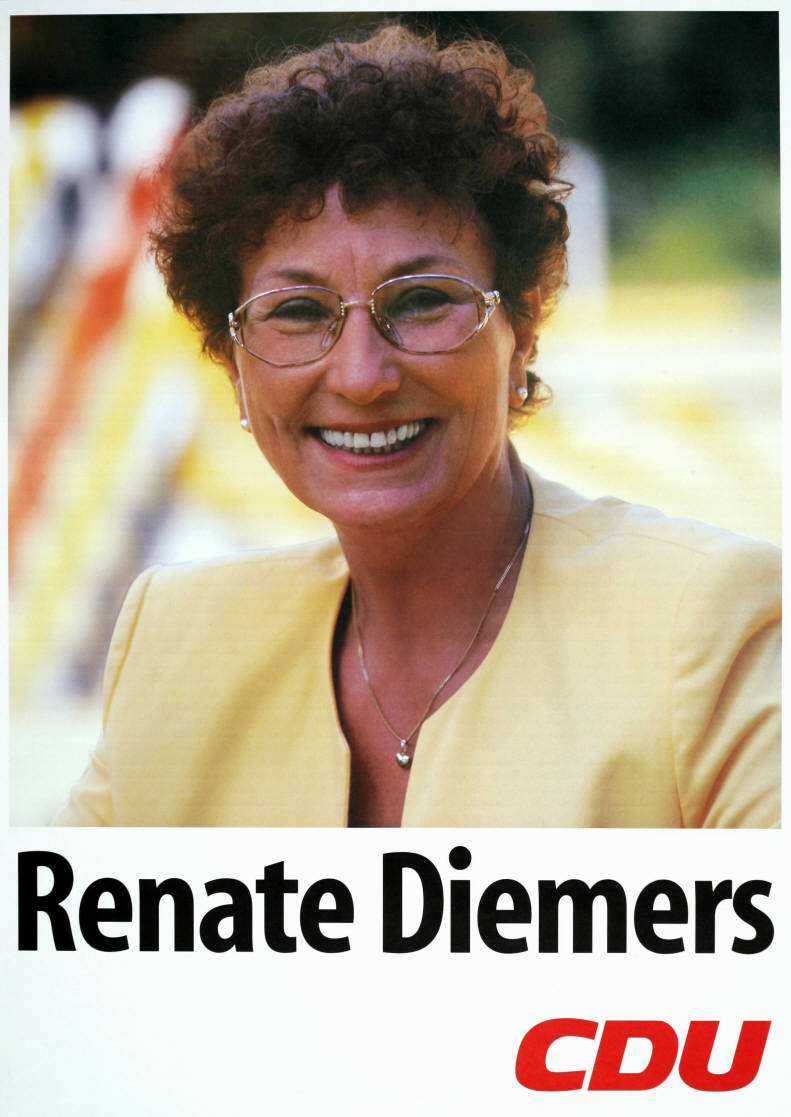
Kandidatenplakat Renate Diemers' zur Bundestagswahl 1998

Renate Diemers geb. Heinz (* 8. April 1938 in Werdohl) ist eine deutsche Politikerin (CDU).
Nach dem Besuch der Volksschule absolvierte Diemers eine Lehre als Großhandelskauffrau, danach selbstständige Sachbearbeiterin. 1963 wurde sie Sachbearbeiterin der Frauenvereinigung der CDU Westfalen-Lippe, 1972 dann Frauenreferentin der CDU Westfalen-Lippe, 1986 schließlich Frauenreferentin der CDU Nordrhein-Westfalen. Der CDU trat sie 1966 bei, 1973 auch der CDA. Von 1990 bis 2002 war sie Mitglied des Deutschen Bundestages. Während ihrer Abgeordnetenzeit war sie u. a. Mitglied im Ausschuss für Familie, Senioren, Frauen und Jugend, im Ausschuss für Post und Telekommunikation sowie in der Enquete-Kommission Demographischer Wandel.